# Sportverein Stuttgarter Kickers 2008-2009
Questa voce raccoglie le informazioni riguardanti lo Sportverein Stuttgarter Kickers nelle competizioni ufficiali della stagione 2008-2009.

## Stagione
Nella stagione 2008-2009 il Stuttgarter Kickers, allenato da Stefan Minkwitz, Edgar Schmitt e Rainer Kraft, concluse il campionato di 3. Liga al 20º posto.

## Rosa
| N. |                     | Ruolo | Calciatore           |
| -- | ------------------- | ----- | -------------------- |
| 2  | Germania (bandiera) | D     | Moritz Steinle       |
| 3  | Germania (bandiera) | D     | Jens Härter          |
| 4  | Germania (bandiera) | D     | Torsten Traub        |
| 5  | Croazia (bandiera)  | D     | Saša Janić           |
| 6  | Croazia (bandiera)  | C     | Josip Landeka        |
| 7  | Germania (bandiera) | A     | Michael Schürg       |
| 8  | Germania (bandiera) | D     | Marcus Mann          |
| 9  | Curaçao (bandiera)  | A     | Orlando Smeekes      |
| 10 | Ghana (bandiera)    | A     | Bashiru Gambo        |
| 11 | Germania (bandiera) | A     | Marco Tucci          |
| 12 | Germania (bandiera) | D     | Thomas Gentner       |
| 13 | Germania (bandiera) | C     | Jörn Schmiedel       |
| 14 | Turchia (bandiera)  | C     | Mustafa Parmak       |
| 15 | Germania (bandiera) | D     | Marcel Rapp          |
| 16 | Germania (bandiera) | D     | Simon Köpf           |
| 16 | Italia (bandiera)   | A     | Gino Russo           |
| 17 | Germania (bandiera) | D     | Benedikt Deigendesch |

| N. |                        | Ruolo | Calciatore      |
| -- | ---------------------- | ----- | --------------- |
| 18 | Germania (bandiera)    | A     | Danny Galm      |
| 19 | Albania (bandiera)     | A     | Sokol Kacani    |
| 20 | Germania (bandiera)    | C     | Alexander Rosen |
| 21 | Germania (bandiera)    | P     | Manuel Salz     |
| 23 | Germania (bandiera)    | P     | Benjamin Huber  |
| 24 | Germania (bandiera)    | C     | Thorsten Reiß   |
| 25 | Germania (bandiera)    | C     | Ralf Kettemann  |
| 26 | Croazia (bandiera)     | C     | Marko Kovac     |
| 27 | Italia (bandiera)      | C     | Franco Petruso  |
| 28 | Germania (bandiera)    | D     | Markus Ortlieb  |
| 32 | Germania (bandiera)    | C     | Dirk Prediger   |
| 33 | Germania (bandiera)    | C     | Sascha Traut    |
| 36 | Slovenia (bandiera)    | D     | Marcel Ivanuša  |
| 42 | Paesi Bassi (bandiera) | A     | Mijo Tunjić     |
| 47 | Turchia (bandiera)     | C     | Gökhan Gümüşsu  |
|    | Germania (bandiera)    | D     | Dirk Dittrich   |

## Organigramma societario
Area tecnica
- Allenatore: Rainer Kraft
- Allenatore in seconda: Alexander Malchow
- Preparatore dei portieri: Dennis Rudel
- Preparatori atletici:

## Calciomercato

### Sessione estiva
| Acquisti | Acquisti       | Acquisti          | Acquisti |
| R.       | Nome           | da                | Modalità |
| -------- | -------------- | ----------------- | -------- |
| C        | Sascha Traut   | Coblenza          |          |
| P        | Benjamin Huber | Ingolstadt 04     |          |
| D        | Saša Janić     | Reutlingen        |          |
| C        | Ralf Kettemann | Greuther Fürth II |          |
| C        | Josip Landeka  | Magonza           |          |
| C        | Thorsten Reiß  | Oggersheim        |          |
| C        | Jörn Schmiedel | Reutlingen        |          |
| A        | Michael Schürg | Ulma              |          |

| Cessioni | Cessioni         | Cessioni         | Cessioni |
| R.       | Nome             | a                | Modalità |
| -------- | ---------------- | ---------------- | -------- |
| A        | Şaban Genişyürek | Illertissen      |          |
| C        | Mustafa Parmak   | Coblenza         |          |
| C        | Mustafa Akçay    | Antalyaspor      |          |
| D        | Mike Baradel     | Reutlingen       |          |
| C        | Sven Sökler      | Reutlingen       |          |
| D        | Oliver Stierle   | Bayern Monaco II |          |
| D        | Marco Wildersinn | Nöttingen        |          |
| P        | David Yelldell   | Coblenza         |          |
| D        | Recep Yildiz     | Antalyaspor      |          |

### Sessione invernale
| Acquisti | Acquisti      | Acquisti         | Acquisti |
| R.       | Nome          | da               | Modalità |
| -------- | ------------- | ---------------- | -------- |
| D        | Dirk Dittrich | Richmond Kickers |          |
| A        | Danny Galm    | Energie Cottbus  |          |
| D        | Simon Köpf    | Aalen            |          |
| D        | Torsten Traub | Aalen            |          |

| Cessioni | Cessioni       | Cessioni                 | Cessioni |
| R.       | Nome           | a                        | Modalità |
| -------- | -------------- | ------------------------ | -------- |
| A        | Angelo Vaccaro | Eintracht Francoforte II |          |

## Risultati

### 3. Liga

#### Girone di andata
| Arbitro: | Weiner |

|                          |           |  |
| Mitterhuber 25’ Kurz 45’ | Marcatori |  |

| Arbitro: | Fleischer |

|  |           |                       |
|  | Marcatori | 64’ Lawarée 79’ Şahin |

| Arbitro: | Seiwert |

|                          |           |  |
| Schulz 13’ Steegmann 45’ | Marcatori |  |

| Arbitro: | Leicher |

|  |           |               |
|  | Marcatori | 9’ Göttlicher |

| Arbitro: | Thielert |

|             |           |           |
| Beigang 86’ | Marcatori | 84’ Rosen |

| Arbitro: | Achmüller |

|             |           |                       |
| Smeekes 27’ | Marcatori | 5’ Hensel 88’ Schmidt |

| Arbitro: | Gorniak |

|                                    |           |                                 |
| Judt 7’ Rockenbach 69’ Bunjaku 90’ | Marcatori | 11’ Prediger 88’ (rig.) Landeka |

| Arbitro: | Zwayer |

|            |           |                 |
| Schürg 50’ | Marcatori | 81’ (rig.) Rauw |

| Arbitro: | Fischer |

|                           |           |                                        |
| Yılmaz 45’, 90’ Kroos 81’ | Marcatori | 12’ Schürg 19’ Deigendesch 20’ Vaccaro |

| Arbitro: | Pflaum |

|                                          |           |                                            |
| Mann 52’ Gambo 75’ Vaccaro 89’ Rosen 90’ | Marcatori | 8’ Schieber 32’ Didavi 41’ Walch 70’ Klauß |

| Arbitro: | Kuhl |

|                                    |           |  |
| Haas 49’ Zinnow 67’, 87’ Mesic 81’ | Marcatori |  |

| Arbitro: | Stieler |

|                                |           |                    |
| Vaccaro 35’ (rig.), 42’ (rig.) | Marcatori | 10’, 31’ Benyamina |

| Arbitro: | Steinhaus-Webb |

|                                         |           |                                  |
| Heinzmann 62’, 87’ (rig.) Stuckmann 90’ | Marcatori | 5’ Vaccaro 50’ Smeekes 85’ Gambo |

| Arbitro: | Schriever |

|                                  |           |                 |
| Traut 37’ Grembowietz 74’ (aut.) | Marcatori | 11’ Truckenbrod |

| Arbitro: | Valentin |

|                         |           |            |
| von Walsleben-Schied 8’ | Marcatori | 40’ Härter |

| Arbitro: | Rafati |

|  |           |                                          |
|  | Marcatori | 69’ Eckardt 82’ (aut.) Reiß 90’ Amirante |

| Arbitro: | Joerend |

|                                          |           |             |
| Sailer 54’ Andersen 84’ Alder 90’ (rig.) | Marcatori | 51’ Landeka |

| Arbitro: | Schempershauwe |

|                           |           |                           |
| Smeekes 4’, 22’ Schürg 8’ | Marcatori | 50’ Granskov 54’ Andersen |

| Arbitro: | Siebert |

|                                 |           |  |
| Löning 86’ Güvenışık 90’ (rig.) | Marcatori |  |

#### Girone di ritorno
| Stoccarda 20 dicembre 2008, ore 14:00 CET 20ª giornata | Kickers Stoccarda | 0 – 0 referto | Wacker Burghausen | Gazi-Stadion auf der Waldau (2 820 spett.)\| Arbitro: \| Ittrich \| |
| Arbitro:                                               | Ittrich           |               |                   |                                                                     |

| Arbitro: | Fischer |

|                        |           |  |
| Terodde 10’ Christ 76’ | Marcatori |  |

| Arbitro: | Schößling |

|                       |           |                 |
| Gambo 18’ Landeka 80’ | Marcatori | 23’ (rig.) Fink |

| Arbitro: | Gorniak |

|                             |           |  |
| Pinto 40’ (rig.) Müller 80’ | Marcatori |  |

| Arbitro: | Kunzmann |

|          |           |             |
| Galm 69’ | Marcatori | 79’ Stoilov |

| Arbitro: | Pflaum |

|  |           |                     |
|  | Marcatori | 57’ Traut 80’ Tucci |

| Arbitro: | Leicher |

|                 |           |                          |
| Deigendesch 34’ | Marcatori | 43’ Pagenburg 52’ Semmer |

| Arbitro: | Steuer |

|  |           |            |
|  | Marcatori | 80’ Schürg |

| Stoccarda 29 marzo 2009, ore 14:00 CET 28ª giornata | Kickers Stoccarda | 0 – 0 referto | Bayern Monaco II | Gazi-Stadion auf der Waldau (3 770 spett.)\| Arbitro: \| Wenkel \| |
| Arbitro:                                            | Wenkel            |               |                  |                                                                    |

| Arbitro: | Kempter |

|                                                   |           |  |
| Feisthammel 21’ Gentner 38’ (aut.) Schipplock 89’ | Marcatori |  |

| Arbitro: | Achmüller |

|  |           |           |
|  | Marcatori | 84’ Mesic |

| Arbitro: | Fischer |

|                                                         |           |           |
| Biran 4’ Dogan 25’ Şahin 59’ Gebhardt 65’ Benyamina 80’ | Marcatori | 76’ Gambo |

| Arbitro: | Benedum |

|  |           |         |
|  | Marcatori | 6’ Damm |

| Arbitro: | Schumacher |

|            |           |                     |
| Savran 25’ | Marcatori | 29’ Galm 86’ Tunjić |

| Arbitro: | Hammer |

|                                     |           |             |
| Traub 36’ Galm 69’ Gambo 90’ (rig.) | Marcatori | 15’ Onuegbu |

| Jena 5 maggio 2009, ore 18:30 CEST 35ª giornata | Carl Zeiss Jena | 0 – 0 referto | Kickers Stoccarda | Ernst-Abbe-Sportfeld (6 548 spett.)\| Arbitro: \| Metzen \| |
| Arbitro:                                        | Metzen          |               |                   |                                                             |

| Arbitro: | Thielert |

|            |           |                                                    |
| Tunjić 86’ | Marcatori | 5’ (rig.) Alder 60’ Bohl 64’ Lechleiter 84’ Sailer |

| Arbitro: | Winkmann |

|                     |           |  |
| Kruse 54’ Kempe 71’ | Marcatori |  |

| Arbitro: | Wingenbach |

|  |           |                                   |
|  | Marcatori | 44’ Krause 50’ Mohr 66’ Güvenışık |

## Statistiche

### Statistiche di squadra
| Competizione | Punti | In casa | In casa | In casa | In casa | In casa | In casa | In trasferta | In trasferta | In trasferta | In trasferta | In trasferta | In trasferta | Totale | Totale | Totale | Totale | Totale | Totale | DR  |
| Competizione | Punti | G       | V       | N       | P       | Gf      | Gs      | G            | V            | N            | P            | Gf           | Gs           | G      | V      | N      | P      | Gf     | Gs     | DR  |
| ------------ | ----- | ------- | ------- | ------- | ------- | ------- | ------- | ------------ | ------------ | ------------ | ------------ | ------------ | ------------ | ------ | ------ | ------ | ------ | ------ | ------ | --- |
| 3. Liga      | 32    | 19      | 4       | 6       | 9       | 21      | 32      | 19           | 3            | 5            | 11           | 17           | 39           | 38     | 7      | 11     | 20     | 38     | 71     | -33 |
| Totale       | 32    | 19      | 4       | 6       | 9       | 21      | 32      | 19           | 3            | 5            | 11           | 17           | 39           | 38     | 7      | 11     | 20     | 38     | 71     | -33 |

### Andamento in campionato
| Giornata  | 1  | 2  | 3  | 4  | 5  | 6  | 7  | 8  | 9  | 10 | 11 | 12 | 13 | 14 | 15 | 16 | 17 | 18 | 19 | 20 | 21 | 22 | 23 | 24 | 25 | 26 | 27 | 28 | 29 | 30 | 31 | 32 | 33 | 34 | 35 | 36 | 37 | 38 |
| --------- | -- | -- | -- | -- | -- | -- | -- | -- | -- | -- | -- | -- | -- | -- | -- | -- | -- | -- | -- | -- | -- | -- | -- | -- | -- | -- | -- | -- | -- | -- | -- | -- | -- | -- | -- | -- | -- | -- |
| Luogo     | T  | C  | T  | C  | T  | C  | T  | C  | T  | C  | T  | C  | T  | C  | T  | C  | T  | C  | T  | C  | T  | C  | T  | C  | T  | C  | T  | C  | T  | C  | T  | C  | T  | C  | T  | C  | T  | C  |
| Risultato | P  | P  | P  | P  | N  | P  | P  | N  | N  | N  | P  | N  | N  | V  | N  | P  | P  | V  | P  | N  | P  | V  | P  | N  | V  | P  | V  | N  | P  | P  | P  | P  | V  | V  | N  | P  | P  | P  |
| Posizione | 20 | 20 | 20 | 20 | 20 | 20 | 20 | 20 | 20 | 20 | 20 | 20 | 20 | 20 | 20 | 20 | 20 | 20 | 20 | 20 | 20 | 20 | 20 | 20 | 20 | 20 | 20 | 20 | 20 | 20 | 20 | 20 | 20 | 20 | 20 | 20 | 20 | 20 |

Legenda:

Luogo: C = Casa; T = Trasferta. Risultato: V = Vittoria; N = Pareggio; P = Sconfitta.

### Statistiche dei giocatori
!! colspan="4" | Totale

| Giocatore    | 3. Liga B. Deigendesch | 3. Liga B. Deigendesch | 3. Liga B. Deigendesch | 3. Liga B. Deigendesch | 30       | 2    | 4           | 0          |
| Giocatore    | Presenze               | Reti                   | Ammonizioni            | Espulsioni             | Presenze | Reti | Ammonizioni | Espulsioni |
| D. Dittrich  | 0                      | 0                      | 0                      | 0                      |          |      |             |            |
| D. Galm      | 14                     | 3                      | 3                      | 0                      |          |      |             |            |
| B. Gambo     | 33                     | 5                      | 6                      | 1                      |          |      |             |            |
| T. Gentner   | 18                     | 0                      | 2                      | 0                      |          |      |             |            |
| G. Gümüşsu   | 2                      | 0                      | 0                      | 0                      |          |      |             |            |
| B. Huber     | 1                      | 0                      | 0                      | 0                      |          |      |             |            |
| J. Härter    | 22                     | 1                      | 3                      | 0                      |          |      |             |            |
| M. Ivanuša   | 5                      | 0                      | 0                      | 0                      |          |      |             |            |
| S. Janić     | 6                      | 0                      | 1                      | 0                      |          |      |             |            |
| S. Kacani    | 10                     | 0                      | 2                      | 0                      |          |      |             |            |
| R. Kettemann | 14                     | 0                      | 2                      | 0                      |          |      |             |            |
| M. Kovac     | 1                      | 0                      | 0                      | 0                      |          |      |             |            |
| S. Köpf      | 9                      | 0                      | 2                      | 0                      |          |      |             |            |
| J. Landeka   | 23                     | 3                      | 3                      | 0                      |          |      |             |            |
| M. Mann      | 35                     | 1                      | 9                      | 1                      |          |      |             |            |
| M. Ortlieb   | 25                     | 0                      | 1                      | 0                      |          |      |             |            |
| M. Parmak    | 8                      | 0                      | 1                      | 0                      |          |      |             |            |
| F. Petruso   | 2                      | 0                      | 0                      | 0                      |          |      |             |            |
| D. Prediger  | 8                      | 1                      | 2                      | 0                      |          |      |             |            |
| M. Rapp      | 12                     | 0                      | 3                      | 0                      |          |      |             |            |
| T. Reiß      | 18                     | 0                      | 3                      | 0                      |          |      |             |            |
| A. Rosen     | 30                     | 2                      | 8                      | 0                      |          |      |             |            |
| G. Russo     | 0                      | 0                      | 0                      | 0                      |          |      |             |            |
| M. Salz      | 38                     | 0                      | 1                      | 0                      |          |      |             |            |
| J. Schmiedel | 3                      | 0                      | 0                      | 0                      |          |      |             |            |
| M. Schürg    | 26                     | 4                      | 4                      | 0                      |          |      |             |            |
| O. Smeekes   | 29                     | 4                      | 5                      | 1                      |          |      |             |            |
| M. Steinle   | 16                     | 0                      | 6                      | 0                      |          |      |             |            |
| T. Traub     | 18                     | 1                      | 2                      | 0                      |          |      |             |            |
| S. Traut     | 35                     | 2                      | 7                      | 1                      |          |      |             |            |
| M. Tucci     | 19                     | 1                      | 1                      | 0                      |          |      |             |            |
| M. Tunjić    | 6                      | 2                      | 0                      | 0                      |          |      |             |            |
| A. Vaccaro   | 15                     | 5                      | 2                      | 2                      |          |      |             |            |